# أسيتات الأمونيوم
خلات الأمونيوم أو أسيتات الأمونيوم هو مركب كيميائي له الصيغة المجملة C2H7NO2، ويكتب عادة بالصيغة +CH3COO - NH4. ويكون على شكل بلورات إبرية عديمة اللون، وشغوفة للرطوبة.

## الخواص
- ينحل مركب خلات الأمونيوم في الماء بشكل جيد جداً، ومحاليله فيه معتدلة، كما ينحل يشكل جيد في الإيثانول.
- يؤدي تسخين المحاليل المائية لخلات الأمونيوم إلى تفككه لمكوناته الأمونياك وحمض الخل، بالتالي تظهر حموضة متزايدة مع التسخين.

أما بتسخين المركب إلى درجات حرارة أعلى من 100°س لفترة جيدة يؤدي إلى تفككه إلى الأسيتاميد.

## التحضير
يحضر مركب خلات الأمونيوم من تفاعل تفاعل تعديل حمض الخل بالأمونياك أو بـكربونات الأمونيوم وذلك حسب التفاعلات

## الاستخدامات
- يستخدم كمعقم ومطهر للجروح.